# Maschine brennt
Maschine brennt ist ein Pop-Rap-Song des  österreichischen Musikers Falco aus dem Jahr 1982. Es war die zweite Singleauskopplung aus dem Studioalbum Einzelhaft und ein Top-Ten-Hit in Österreich und Deutschland.

## Entstehung und Inhalt
Maschine brennt wurde von Falco gemeinsam mit Robert Ponger geschrieben und produziert. Der Songtext handelt vordergründig von einem Flug in einem Flugzeug und könnte so auf Falcos Flugangst hin interpretiert werden. Eine weitere Bedeutungsebene bieten jedoch die Motive Tod und Verfall im Allgemeinen, die mehrere von Falcos Songs kennzeichnen. Insbesondere kann der Song aussagen, dass von gesellschaftlichem, sozialen Niedergang vor allem die Besitzlosen betroffen sind, wohingegen denjenigen mit „Fallschirm“, also den Reichen und Mächtigen, dadurch ein Ausweg offensteht. Im Text wird zudem auf den Text der erfolgreichen Single Der Kommissar angespielt. Es handelt sich um einen Midtempo-Pop-Rap-Song, der nur sparsam mit cleanen, teils funkigen Gitarren sowie Keyboards untermalt wird und somit Elemente der Neuen deutschen Welle aufgreift. Die Strophen sind gerappt, der Refrain wird gesungen.

## Veröffentlichung und Promotion
Die Single erschien am 29. Juni 1982 bei GiG. Auf der B-Seite ist Falcos Version von Ganz Wien enthalten. Die Singleversion erschien auch auf zahlreichen Kompilationen. Eine Maxiversion, die Specially Remixed 12"-Version, ist 4:55 Minuten lang und erschien 1982 sowie 1983 als B-Seite der Singles Auf der Flucht bzw. On the Run. Ebenso erschien 1982 eine 3:53 Minuten lange Specially Remixed 7"-Version. Eine offiziell veröffentlichte Liveaufnahme aus der Wiener Stadthalle von 1982 ist 4:11 Minuten lang.
Mit Maschine brennt trat Falco erstmals in der ZDF-Hitparade auf; er konnte bei der Abstimmung des Fernsehpublikums per TED am 6. September 1982 jedoch nicht Platz eins bis drei erreichen, die für einen weiteren Auftritt mit dem Song nötig gewesen wären.

## Musikvideo
Ein Musikvideo wurde gedreht und unter anderem am 7. Juli 1982 in der Fernsehsendung Okay im ORF ausgestrahlt.

## Charts und Chartplatzierungen
Der Song erreichte Top-10-Platzierungen in Europa, unter anderem Platz vier in Norwegen und Österreich, oder auch Platz zehn in Deutschland. Er erreichte zudem Platz neun der US-Dance-Charts.
| ChartsChartplatzierungen | Höchstplatzierung | Wochen |
| ------------------------ | ----------------- | ------ |
| Deutschland (GfK)        | 10 (17 Wo.)       | 17     |
| Österreich (Ö3)          | 4 (10 Wo.)        | 10     |

## Coverversionen
Coverversionen existieren unter anderem von Marco und The Red System.